# Posada, Prahova
Posada este o localitate componentă a orașului Comarnic din județul Prahova, Muntenia, România. La Posada se găsesc următoarele obiective turistice: Schitul Lespezi, pictat de Pârvu Mutu Zugravul, Muzeul Cinegetic, Castelul Prințului George Bibescu. O parte a localității este situată de-o parte și cealaltă a DN1. Așezarea este străjuită în partea dreaptă (venind dinspre Ploiești) de Muntele Florei și de Muntele Răzoare, iar în partea stângă de Muntele Pleașa. La Castelul de la Posada își petrecea vacanțele Martha Bibescu și acest loc l-a inspirat și pe Nicolae Grigorescu, care a pictat aici câteva lucrări.
Este unul din locurile probabile pentru bătălia din anul 1330 dintre oastea Țării Românești și cea a Regatului Ungariei, având în vedere că posadă se numește o trecătoare îngustă în munți sau un loc întărit în mod natural care servea ca punct de vamă sau un loc neted pe un deal sau pe un munte unde a existat o așezare omenească.
"Plasarea bătăliei pe Valea Prahovei este motivată în principal de trei argumente, în opinia cercetătorului Florian-Nicu Smărăndescu.
În primul rând, consideră că presupusa participare a tătarilor la acest conflict ar fi trebuit să se petreacă astfel încât lui Basarab să-i fie cât mai ușor să îi scoată din țara sa, o dată cu încetarea ostilităților.
În al doilea rând, menționează relatarea călătorului Maciej Stryjkowski (1547 - 1582), venit de la Constantinopol spre a merge în Polonia natală. Acesta a ales ruta Silistra - Călărași - Valea Prahovei - Țara Bârsei - Pasul Oituz - Moldova. Mergând pe acest drum, a observat monumentul presupus a fi ridicat de Basarab I în cinstea victoriei sale: „Când Carolus, regele Ungariei a pornit fără pricină război împotriva lui Basarab, domnul Munteniei, el a fost biruit prin șiretenie, de munteni și moldoveni, așa încât cu o mică suită abia a scăpat regele de măcel, în Ungaria. Pe acel loc, unde a fost bătălia, muntenii au clădit o mănăstire și au ridicat trei stâlpi de piatră, pe care eu însumi i-am văzut în anul 1575, venind din Turcia, dincolo de orașul Gherghița, la două zile de drum de Sibiu, oraș în Transilvania, dincolo de munți”. Cercetătorul consideră că este vorba despre schitul numit în popor „Trei Lespezi”, aflat în Posada Prahovei și refăcut de către Cantacuzini în 1661. De asemenea, locația corespunde și distanței de două zile călare față de Sibiu.
Nu în ultimul rând, într-o diplomă din 13 decembrie 1335, către Nicolae Radoslav, regele menționează cum, „cu ajutorul lui Dumnezeu, se potoli ardoarea dușmanilor și se putu sparge latura dreaptă a zidului de dușmani și luând-o la picior prin spărtura făcută din bătălia venită fără veste... aflarăm prilejul mântuirii și o luarăm spre casă”. Această direcție a deplasării regelui după scăpare a fost interpretată de către cercetător în sensul alegerii Văii Prahovei ca rută de ieșire din Muntenia.
În final, Florian-Nicu Smărăndescu lansează și o ipoteză a interpretării figurilor de stil din relatarea Cronicii pictate. Astfel, este relatată prinderea oștenilor „ca peștii în vârșă”, într-un defileu „ca o corabie strâmtă”, unde se izbeau unii de alții „cum se clatină trestiile în vânt”. Asemenea descriere — consideră cercetătorul — ar corespunde unei văi cu un fir de apă, anume Râul Prahova, unde pe alocuri crește trestia." vezi  Bătălia de la Posada